# Шопша, Николай Сергеевич
Николай Сергеевич Шо́пша (1947—2006) — советский и украинский оперный певец (бас).

## Биография
Родился 8 сентября 1947 года в Веремиевке (ныне Полтавская область, Украина).
Учился в местной средней школе, участвовал в художественной самодеятельности, играл на баяне. По её окончании какое-то время преподавал в ней музыку и пение.
Музыкальную карьеру начал во время прохождения военной службы в АПП КВО, впоследствии пел в хоре имени Г. Г. Верёвки и в капелле «Думка». В 1974 году поступил на вечернее отделение класса Н. К. Кондратюка КГК имени П. И. Чайковского. Окончив её в 1979 году, дебютировал на сцене КУАГАТОБ имени Т. Г. Шевченко, которой отдал почти 30 лет творческой жизни. Ещё в 1978 году победил на республиканском конкурсе «Молодые голоса». Уже в качестве профессионального певца за несколько лет выступлений дополнительно одержал ряд побед.
Вскоре осуществил свои первые большие гастроли в скандинавских странах. Потом были выступления в Германии, Франции, Испании, Швейцарии, США, Голландии и других странах. Является лауреатом премии им. С. Гулака-Артемовского.
В 2006-м участвовал в парламентских выборах как кандидат в народные депутаты от УКП.
Умер 14 июня 2006 года. 16 июня в Национальной опере состоялось прощание с певцом. Отпевали певца в Михайловском соборе. Похоронен на Байковом кладбище.

## Творчество
Камерный репертуар Николая Шопши насчитывал более 500 сочинений и охватывал практически все стили и эпохи мировой музыкальной культуры — от ораториальных партий Г. Генделя до романсов XX века. За почти тридцатилетнюю творческую деятельность создал свыше тридцати партий в классическом и современном оперном репертуаре. Содействовал исполнению оперных произведений на украинском языке.
- «Борис Годунов» М. П. Мусоргского) — Борис Годунов
- «Фауст» Ш. Гуно — Мефистофель
- «Тарас Бульба» Н. В. Лысенко — Тарас Бульба
- «Севильский цирюльник» Дж. Россини — Дон Базилио
- «Запорожец за Дунаем» С. С. Гулак-Артемовского — Иван Карась
- «Дон Карлос» Дж. Верди — Филипп II
- «Мазепа» П. И. Чайковского — Кочубей
- «Евгений Онегин» П. И. Чайковского — Гремин
- «Катерина Измайлова» Д. Д. Шостаковича — Борис Тимофеевич
- «Золотой обруч» Б. Н. Лятошинского — Захар Беркут

## Награды и премии
- Народный артист Украинской ССР (1991)
- Национальная премия Украины имени Тараса Шевченко (1995) — за исполнение партий Ивана Карася, Захара Беркута, Бориса Годунова в оперных спектаклях «Запорожец за Дунаем» С. С. Гулака-Артемовского, «Золотой обруч» Б. Н. Лятошинского, «Борис Годунов» М. П. Мусоргского и концертные программы (1992—1994)
- премия имени С. С. Гулака-Артемовского
- орден «За заслуги» (Украина) III степени (2001)[3]
- 1-я премия Международный конкурс имени Н. В. Лысенко (Киев, 1979);
- 2-я премия Международный конкурс имени Г. Виньеса (Барселона, 1980).